# Zwart (kleur)
Zwart geldt als de donkerste kleur die er is. Samen met wit en grijs behoort zwart tot de achromatische ("neutrale") ofwel niet-bonte kleuren. Deze staan in tegenstelling tot de bonte kleuren.
Soms wordt gezegd dat zwart geen kleur is, enerzijds omdat puur zwart ontstaat als er geen licht is, of als er geen licht wordt gereflecteerd en anderzijds omdat zwart geen tint heeft. Een object wordt dan ook waargenomen als zwart, als het zo donker is – dat wil zeggen, zo weinig van het opvallende licht terugkaatst (en ook zo weinig licht uitzendt) – dat er voor het oog geen tint of verzadiging te onderscheiden is.
Zwart komt, evenmin als wit, niet voor in het kleurenspectrum.
Zwart wordt door de kijker wel ervaren als een kleur, maar zonder tint. Er zijn dan ook zwarte pigmenten die in druktechniek en in schilderijen worden gebruikt.

## Pigmenten en kleurstoffen
De naam van een zwart pigment is vaak afkomstig van de bron waar dit pigment uit gemaakt wordt. Zo werd lampenzwart oorspronkelijk gemaakt van het roet dat bijvoorbeeld door een walmende olielamp werd geproduceerd. Bij menging met wit worden deze zwarte pigmenten niet altijd grijs. Soms is er een duidelijke kleurzweem, bijvoorbeeld groen, blauw of bruin.
Er bestaan ook vele zwarte inkten. De donkerste daarvan is Oost-Indische inkt, met roetdeeltjes die in water zweven.

### Bourgondisch zwart
Meesterververs in het tegenwoordige Vlaamse Mechelen verfden in de vijftiende en zestiende eeuw laken in de diepzwarte kleur die Bourgondisch zwart werd genoemd. Dit omdat de rijke elite van en rond het Bourgondische hof kleding van deze indertijd ongekende diepzwarte kleur ging dragen als teken van hun rijkdom.

## Gebruik en gevoelswaarde

### Religieuze betekenissen
- Zwart wordt vooral in het Westen algemeen geassocieerd met de dood en droefheid. Weduwen en weduwnaars gaan daarom veelal in het zwart gekleed. Zwart is de liturgische kleur tijdens begrafenissen.
- Zwarte kleding wordt ook veel gedragen door christelijke priesters en kloosterlingen, en zwart is dan vaak zelfs een voorgeschreven kleur.
- In de islam staat de kleur zwart voor de opstand en de eindstrijd tussen de moslims en de goddelozen, waarbij de moslims het zwarte strijdvaandel voeren. De profeet Mohammed voerde een zwarte oorlogsvlag. Ook de Rashidun, de Abassiden en verschillende jihadistische bewegingen voeren een bepaalde variant van de zwarte vlag.

### Als modekleur
Zwart is anderzijds ook een modekleur die feestelijkheid kan aanduiden. Sinds het laatste kwart van de twintigste eeuw wordt veel zwart gedragen met Kerstmis. Bepaalde subculturen, zoals de goths, dragen ook bij voorkeur zwarte kleding.

### Overige symbolische betekenissen
- Verder staat zwart voor rijkdom, waardigheid en stemmigheid, wat zich bijvoorbeeld uit in dure zwarte maatkostuums en auto's.[bron?]
- In de kleurcodering voor elektronica staat zwart voor het cijfer 0.

### In de taal
Om te benadrukken dat iets erg zwart is, worden adjectieven als pikzwart, inktzwart en gitzwart gebruikt.
Verder heeft zwart in de Nederlandse taal overwegend negatieve connotaties; hiervan getuigen woorden als zwartkijker en uitdrukkingen als een zwarte dag.
Zwarte schapen zijn personen die door hun andere manieren van denken en handelen als abnormaal of niet passend worden aangezien. Zulke personen zijn dan ook meermaals witte raven.

## Subtractieve of additieve kleur
Zwart wordt als subtractieve kleur verkregen met een zeer donker pigment. Als additieve kleur is zwart het zo veel mogelijk ontbreken van zichtbaar licht.

### Zwart als subtractieve kleur
Het meeste licht dat op een zwart voorwerp valt wordt door de pigmenten van de verf of kleurstof geabsorbeerd. Wordt zwart gemengd met wit, dan ontstaan tinten van grijs.

### Zwart als additieve kleur
Een voorwerp ziet er zwart uit als het een niet-waarneembare hoeveelheid licht uitstraalt of terugkaatst. Bij de monitor van een computer staan de pixels van het scherm in dat geval uit of worden geblokkeerd. Afhankelijk van de hoeveelheid licht in de omgeving en de gebruikte techniek waarmee de monitor werkt kan het zijn dat de monitor zwart als donkergrijs zal weergeven. Andere voorbeelden uit het dagelijks leven zijn zwart papier en zwarte kleding.

## In de praktijk
Geen enkel voorwerp is in werkelijkheid volledig zwart, er wordt namelijk altijd wel iets van het opvallende licht teruggekaatst. De enige uitzondering hierop vormen zwarte gaten; door de extreme zwaartekracht die hier heerst, kan geen enkele vorm van licht of andere elektromagnetische straling eruit ontsnappen.
Er worden pogingen gedaan om het zuiverst mogelijke zwart te produceren. Een voorbeeld daarvan is Vantablack, dat meer dan 99,9 % van alle licht absorbeert. Het materiaal bestaat uit koofstofbuisjes op nanoschaal. Een conventionele zwarte verf absorbeert 99,7% van al het zichtbare licht.
Alle lichamen, zelfs als ze als zwart zijn en ze zich in het donker bevinden, stralen licht uit. Bij kamertemperatuur is dat infrarood, voor het menselijk oog onzichtbaar. De straling van een zwart lichaam heeft aanleiding gegeven tot het postulaat dat elektromagnetische straling uit kwanta bestaat. Bij hogere temperaturen wordt een zwart lichaam roodgloeiend en zelfs witgloeiend.

## Van zwart naar grijs naar wit
|                        |        |        |        |        |        |        |        |        |        |        |        |        |        |        |        |
| Van donker naar licht: |        |        |        |        |        |        |        |        |        |        |        |        |        |        |        |
|                        |        |        |        |        |        |        |        |        |        |        |        |        |        |        |        |
|                        |        |        |        |        |        |        |        |        |        |        |        |        |        |        |        |
| 000000                 | 111111 | 222222 | 333333 | 444444 | 555555 | 666666 | 777777 | 888888 | 999999 | AAAAAA | BBBBBB | CCCCCC | DDDDDD | EEEEEE | FFFFFF |

## Kleurschakeringen in de buurt van zwart
Nachtblauw, Donker taupe, Antraciet, Onyxkleur, Gitzwart, Café noir, Raisin black, Olijfzwart
| Nachtblauw                            | Nachtblauw   | Nachtblauw          |
| ------------------------------------- | ------------ | ------------------- |
| Zwart                                 |              |                     |
| — Kleurcoördinaten —                  |              |                     |
| Hex                                   | #191970      | #191970             |
| RGB*                                  | (r, g, b)    | (25, 25, 112)       |
| CMYK                                  | (c, m, y, k) | (78%, 78%, 0%, 56%) |
| HSV                                   | (t, v, i)    | (240°, 78%, 44%)    |
| *: genormaliseerd naar [0–255] (byte) |              |                     |

| Donker taupe                          | Donker taupe | Donker taupe        |
| ------------------------------------- | ------------ | ------------------- |
| Zwart                                 |              |                     |
| — Kleurcoördinaten —                  |              |                     |
| Hex                                   | #483C32      | #483C32             |
| RGB*                                  | (r, g, b)    | (72, 60, 50)        |
| CMYK                                  | (c, m, y, k) | (0%, 17%, 31%, 72%) |
| HSV                                   | (t, v, i)    | (27°, 31%, 28%)     |
| *: genormaliseerd naar [0–255] (byte) |              |                     |

| Antraciet                             | Antraciet    | Antraciet          |
| ------------------------------------- | ------------ | ------------------ |
| Zwart                                 |              |                    |
| — Kleurcoördinaten —                  |              |                    |
| Hex                                   | #293133      | #293133            |
| RGB*                                  | (r, g, b)    | (41, 49, 51)       |
| CMYK                                  | (c, m, y, k) | (20%, 4%, 0%, 80%) |
| HSV                                   | (t, v, i)    | (192°, 20%, 20%)   |
| *: genormaliseerd naar [0–255] (byte) |              |                    |

| Onyx                                  | Onyx         | Onyx              |
| ------------------------------------- | ------------ | ----------------- |
| Zwart                                 |              |                   |
| — Kleurcoördinaten —                  |              |                   |
| Hex                                   | #353839      | #353839           |
| RGB*                                  | (r, g, b)    | (53, 56, 57)      |
| CMYK                                  | (c, m, y, k) | (7%, 2%, 0%, 78%) |
| HSV                                   | (t, v, i)    | (195°, 7%, 22%)   |
| *: genormaliseerd naar [0–255] (byte) |              |                   |

| Gitzwart                              | Gitzwart     | Gitzwart          |
| ------------------------------------- | ------------ | ----------------- |
| Zwart                                 |              |                   |
| — Kleurcoördinaten —                  |              |                   |
| Hex                                   | #343434      | #343434           |
| RGB*                                  | (r, g, b)    | (52, 52, 52)      |
| CMYK                                  | (c, m, y, k) | (0%, 0%, 0%, 80%) |
| HSV                                   | (t, v, i)    | (0°, 0%, 20%)     |
| *: genormaliseerd naar [0–255] (byte) |              |                   |

| Café noir                             | Café noir    | Café noir           |
| ------------------------------------- | ------------ | ------------------- |
| Zwart                                 |              |                     |
| — Kleurcoördinaten —                  |              |                     |
| Hex                                   | #4B3621      | #4B3621             |
| RGB*                                  | (r, g, b)    | (75, 54, 33)        |
| CMYK                                  | (c, m, y, k) | (0%, 28%, 56%, 71%) |
| HSV                                   | (t, v, i)    | (30°, 56%, 29%)     |
| *: genormaliseerd naar [0–255] (byte) |              |                     |

| Raisin black                          | Raisin black | Raisin black      |
| ------------------------------------- | ------------ | ----------------- |
| Zwart                                 |              |                   |
| — Kleurcoördinaten —                  |              |                   |
| Hex                                   | #242124      | #242124           |
| RGB*                                  | (r, g, b)    | (36, 33, 36)      |
| CMYK                                  | (c, m, y, k) | (0%, 8%, 0%, 86%) |
| HSV                                   | (t, v, i)    | (300°, 8%, 14%)   |
| *: genormaliseerd naar [0–255] (byte) |              |                   |

| Olijfzwart                            | Olijfzwart   | Olijfzwart         |
| ------------------------------------- | ------------ | ------------------ |
| Zwart                                 |              |                    |
| — Kleurcoördinaten —                  |              |                    |
| Hex                                   | #3B3C36      | #3B3C36            |
| RGB*                                  | (r, g, b)    | (59, 60, 54)       |
| CMYK                                  | (c, m, y, k) | (2%, 0%, 10%, 76%) |
| HSV                                   | (t, v, i)    | (70°, 10%, 24%)    |
| *: genormaliseerd naar [0–255] (byte) |              |                    |

## Varia
Het menselijk oog is nooit in staat om het diepste zwart te zien omdat er een entoptisch verschijnsel bestaat dat Eigengrau heet. Het is te vergelijken met de witte ruis op het beeldscherm van een televisietoestel.
De rechthoekige monoliet in de Tycho Magnetic Anomaly 1 site (T.M.A. 1 site) van Stanley Kubrick's en Arthur C. Clarke's 2001: A Space Odyssey was gitzwart om, onder invloed van het licht van de zon, geactiveerd te worden en er vervolgens een doordringend audio- en radiosignaal mee uit te zenden. Dat moment kon er enkel en alleen komen indien betreffend object opgegraven werd uit de maangrond ter hoogte van de krater Tycho, waar de gitzwarte monoliet opzettelijk was ingegraven door een buitenaardse beschaving. Zolang het geen zonlicht zag bleef het enkel een magnetische anomalie in het maanoppervlak.
Om zeer donkere of zwarte partijen in drukwerken extra diepte te geven, gebruikt men bij de drie hoofdkleuren cyaan, magenta, en geel nog een extra kleur zwart. Indien een zwart vlak gedrukt wordt met behulp van enkel de drie kleuren cyaan, magenta, en geel, hetgeen theoretisch mogelijk is, dan oogt in de praktijk het bekomen resultaat eerder bruin of donker kaki. Vandaar de kleur zwart als extra vierde of bijkomende drukinkt. Indien de zwarte partijen enkel gedrukt worden met zwarte inkt, zonder cyaan, magenta, en geel, dan zien deze partijen er grijs uit in plaats van diep zwart, en zijn alle onregelmatigheden en kleine witte vlekjes in het zwart ogenblikkelijk zichtbaar. Om zo weinig mogelijk inkt te verbruiken worden enkel cyaan en zwart toegepast om teksten bestaand uit relatief grote zwarte letters of zwarte vlakken, zoals op affiches, extra zwart af te drukken, zonder zichtbare storende onregelmatigheden of witte vlekjes.
Microscopisch kleine witte vlekjes op een zwarte achtergrond zijn beter zichtbaar dan microscopisch kleine zwarte vlekjes op een witte achtergrond. Fotografisch verkregen negatieven of zwarte opnames van een lichtjes vervuild sneeuwtapijt laten allerlei witte puntjes en vlekjes zien, hetgeen zo goed als onzichtbaar of onopvallend is in gewone opnames van een sneeuwtapijt.
Witte huisstofmijten op zwarte meubelen, in vochtige en slecht verluchte slaapkamers, zijn bij helder licht relatief gemakkelijk waarneembaar, terwijl ze op witte meubelen zo goed als onzichtbaar zijn, tenzij ze door een heldere puntvormige lichtbron van opzij worden verlicht, en hun uitgerekte bewegende donkere schaduwen op de witte meubelen zichtbaar worden.
De ogenschijnlijk gitzwarte vloer van de donkere krater Tsiolkovsky, op de achterzijde van de maan, is in werkelijkheid grijs. Deze optische illusie is te zien op de foto's die gemaakt werden tijdens het Lunar Orbiter programma. Tijdens het Apolloprogramma konden de astronauten orbitale Hasselbladfoto's nemen van deze krater, waarop te zien is dat de vloer ervan inderdaad in de lijst van de donkerste gebieden op de maan hoort, maar zeker niet tot de zwartste. De donkere vloer van deze krater omhult een ogenschijnlijk wit uitziende centrale berg, waardoor de indruk ontstaat dat deze berg uit krijt bestaat, omgeven door een meer van asfalt.
In de hoogdagen van de ufologie werd regelmatig gewag gemaakt van het verschijnen van mannen in het zwart (men in black). Van deze mannen, geheel in gitzwarte maatpakken gehuld en in zwarte wagens rondrijdend, werd verondersteld dat ze ooggetuigen van niet geïdentificeerde vliegende objecten opzochten, om hen te melden dat ze moesten zwijgen over hetgeen ze hadden gezien, omdat er anders maatregelen getroffen konden worden.